# سونیک بتل
سونیک بتل (به انگلیسی: Sonic Battle) یک بازی ویدئویی بیت ام آپ توسعه‌یافته توسط سونیک تیم می‌باشد که در سال ۲۰۰۳ توسط سگا برای گیم بوی ادونس منتشر گردید.